# Arthur Leclerc (Rennfahrer)

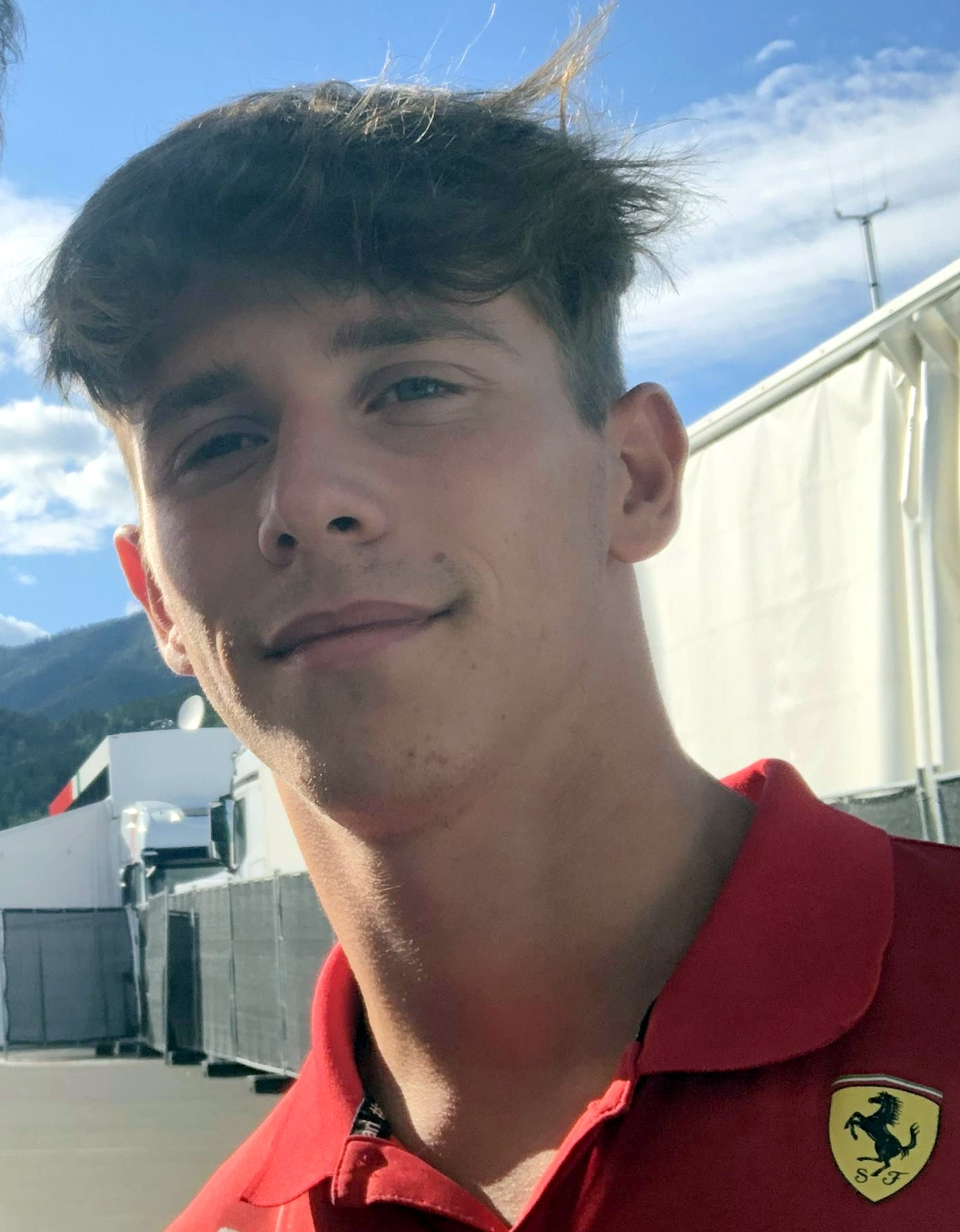
Arthur Leclerc (im Fahrerlager des Red Bull Rings im Jahr 2022)

Arthur Leclerc (* 14. Oktober 2000 in Monte Carlo) ist ein monegassischer Automobilrennfahrer. Leclerc ist Mitglied in der Ferrari Driver Academy und fährt seit 2023 in der FIA-Formel-2-Meisterschaft. Er ist der jüngere Bruder von Formel-1-Fahrer Charles Leclerc.

## Herkunft und Privates
Arthur Leclerc ist der Sohn von Hervé Leclerc, welcher selbst als Rennfahrer tätig war. Leclerc hat zwei Brüder, sein älterer Bruder Charles Leclerc ist ein Formel-1-Rennfahrer für Scuderia Ferrari.

## Karriere

### Kartsport
Leclercs Kartkarriere verlief im Vergleich zu anderen professionellen Rennfahrern nur mit mäßigem Erfolg, 2014 gewann er in seiner ersten und einzigen Kartsaison die Kart-Racing-Academy-Meisterschaft. Danach kam seine Karriere aufgrund von Geld- und Finanzierungsproblemen zu einem vorzeitigen Stopp und Leclerc musste seine Karriere zunächst für vier Jahre pausieren.

### Nachwuchs-Formelsport

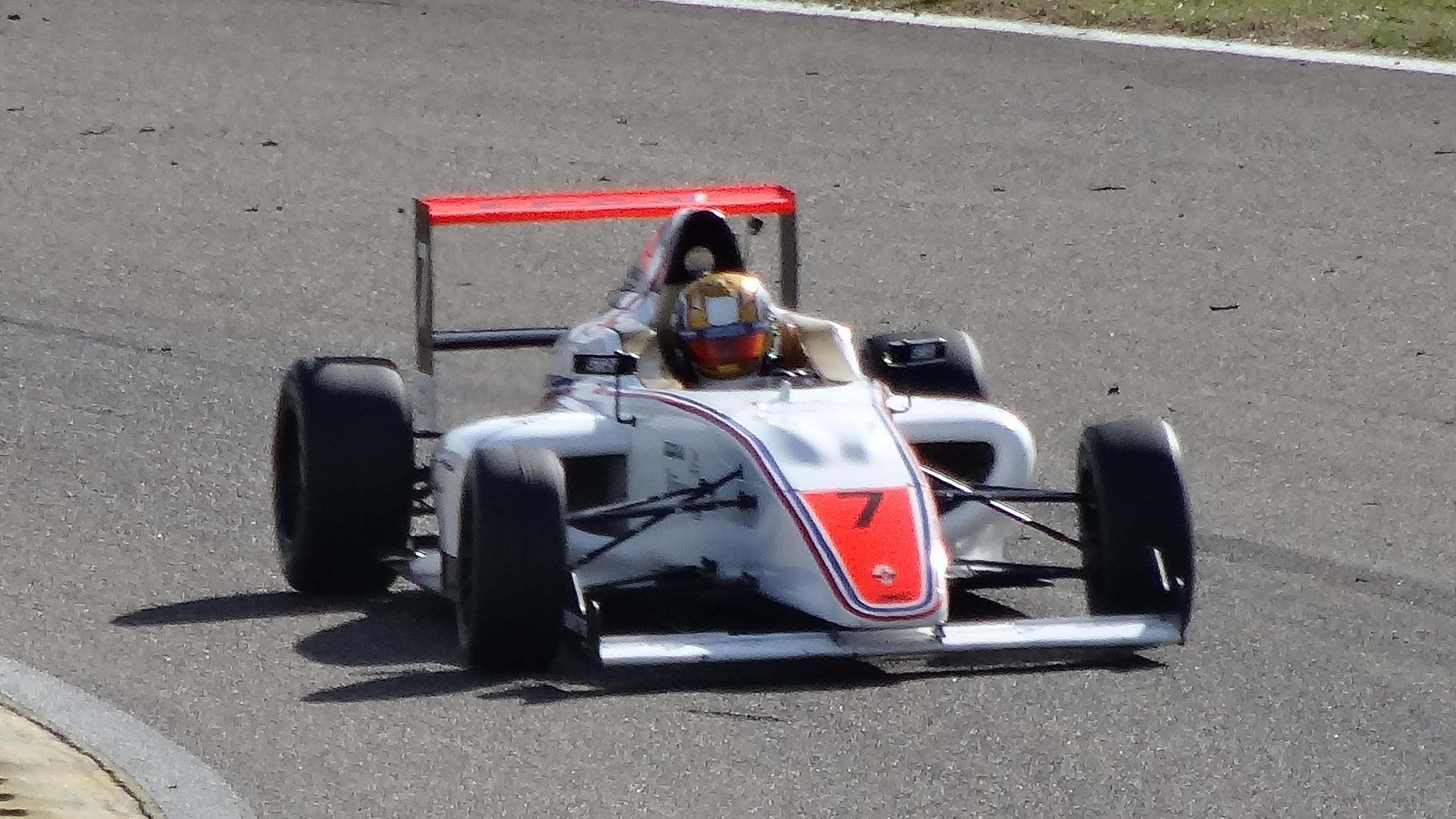
Leclerc in der französischen Formel 4 2018

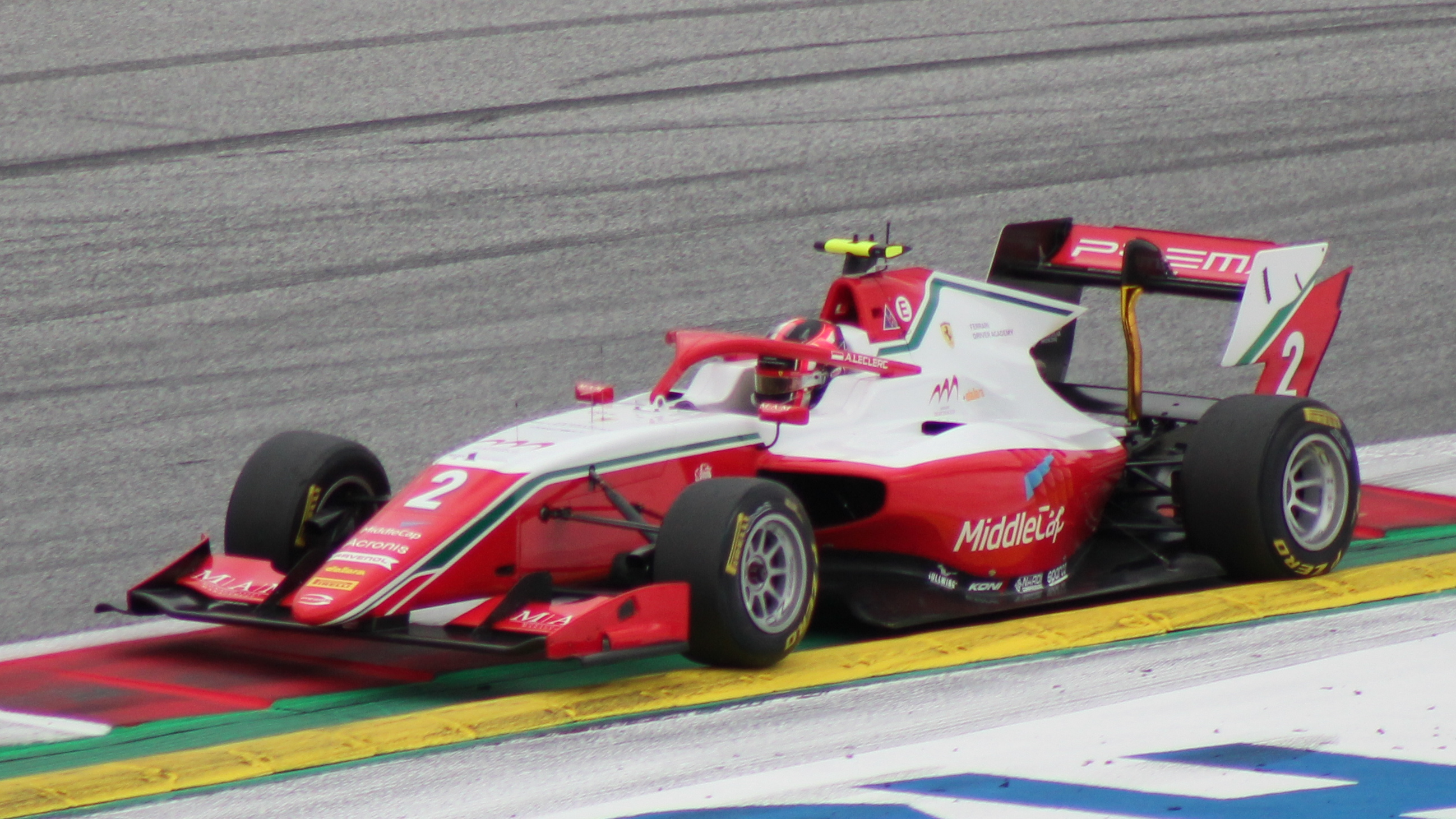
Leclerc in der FIA Formel 3 2021

Ende 2017 bekam Leclerc durch Prema Powerteam die Möglichkeit, mit einem Formel-4-Rennwagen Testfahrten zu erledigen. Mit dieser Chance kam Leclerc erstmals mit Formelwagen auf einer Rennstrecke in Kontakt. 2018 startete Leclerc seine aktive Rennfahrerkarriere wieder mit der Teilnahme an der französischen Formel-4-Meisterschaft 2018. Er absolvierte im Vorfeld der Meisterschaft ein Programm der Winfield Racing School wo mehrere Fahrer in einem mehrtägigen Event um ein vollfinanziertes Cockpit in der Meisterschaft inklusiver technischer Unterstützung durch die Rennfahrerschule kämpfen. Leclerc schaffte es dabei allerdings nicht in das Finale. Leclerc nahm an allen sieben Rennen teil und beendete die Saison als Fünfter mit zwei Rennsiegen und acht Podiumsplatzierungen insgesamt.
2019 startete Leclerc als Mitglied im Sauber Junior Team in der deutschen Formel-4-Meisterschaft für US Racing – CHRS. Am Ende der Saison lag Leclerc auf der dritten Position und gewann ein Rennen und stand insgesamt acht Mal auf dem Podium.
Während der Winterpause testete Leclerc jeweils einmal für den Formel Renault Eurocup sowie für die Formula Regional European Championship. 2020 trat Leclerc mit Prema Powerteam, für die er 2017 bereits einmal testete, an der zweiten Saison der Formula Regional European Championship an. Diesen nächsten Schritt in eine Formel-3-Meisterschaft ermöglichte unter anderem Ferrari, da er in dessen Jugendakademie Anfang 2020 aufgenommen wurde. Am Ende der Meisterschaft musste sich Leclerc um 16 Punkte nur knapp seinem FDA-Kollegen Gianluca Petecof geschlagen geben. Leclerc erzielte in der Saison sechs Siege und stand insgesamt 15 Mal auf dem Podium.
2021 startet Leclerc erneut für Prema Powerteam in der FIA-Formel-3-Meisterschaft. Die Saison schloss er mit 79 gesammelten Meisterschaftszählern auf dem zehnten Gesamtrang ab.

### Formel E
Leclerc wurde für die FIA-Formel-E-Meisterschaft 2017/18 sowie 2018/19 als Entwicklungsfahrer in das Venturi-Next-Gen-Programm von Venturi Racing aufgenommen. Dabei bekam er – zusammen mit unter anderem Dorian Boccolacci und Pierre-Louis Chovet – Zugang zu den Formel-E-Simulatoren von Venturi und wurde körperlich sowie mental auf Renneinsätze in eigens eingerichteten Trainingscamps vorbereitet. Später im Programm war auch ein Testeinsatz auf einer Rennstrecke während eines Rennwochenendes vorgesehen, diesen erledigte Leclerc Mitte Januar 2019 beim Marrakesch E-Prix. Ein Monat nach diesem Test wurde Leclerc für die Saison 2019/20 als offizieller Testfahrer für Venturi Racing nominiert.

### Ferrari Driver Academy
Anfang April 2019 wurde Leclerc in das vom Formel-1-Rennstall Sauber Motorsport geleitete Sauber Junior Team aufgenommen. Anfang des Jahres 2020 nahm Ferrari Leclerc in ihre Ferrari Driver Academy auf.

## Statistik

### Karrierestationen
| - 2014: Kartsport - 2017/18: Formel E (Entwicklungsfahrer) - 2018/19: Formel E (Entwicklungsfahrer) | - 2018: Französische Formel 4 (Platz 5) - 2019: Deutsche Formel 4 (Platz 3) - 2019/20: Formel E (Testfahrer) | - 2020: Formula Regional European Championship (Vizemeister) - 2021: Formel 3 |

### Einzelergebnisse in der FIA-Formel-E-Meisterschaft
| Jahr    | Team    | 1   | 2   | 3   | 4   | 5   | 6   | 7   | 8   | 9   | 10  | 11  | 12  | 13  | 14 | 15 | 16 | Punkte | Rang |
| ------- | ------- | --- | --- | --- | --- | --- | --- | --- | --- | --- | --- | --- | --- | --- | -- | -- | -- | ------ | ---- |
| 2018/19 | Venturi | DIR | MAR | SAN | MEX | HKG | SAY | ROM | PAR | MCO | BER | BRN | NYC | NYC |    |    |    | –      | –.   |
| 2018/19 | Venturi | PO  |     |     |     |     |     |     |     |     |     |     |     |     |    |    |    | –      | –.   |

| Legende                      | Legende       | Legende                                                                 |
| Farbe                        | Abkürzung     | Bedeutung                                                               |
| ---------------------------- | ------------- | ----------------------------------------------------------------------- |
| Gold                         | —             | Sieger                                                                  |
| Silber                       | —             | 2. Platz                                                                |
| Bronze                       | —             | 3. Platz                                                                |
| Grün                         | —             | Platzierung in den Punkten                                              |
| Blau                         | —             | Klassifiziert außerhalb der Punkteränge                                 |
| Violett                      | DNF           | Rennen nicht beendet                                                    |
| Violett                      | NC            | nicht klassifiziert                                                     |
| Rot                          | DNQ           | nicht qualifiziert                                                      |
| Schwarz                      | DSQ           | disqualifiziert                                                         |
| Weiß                         | DNS           | nicht am Start                                                          |
| Weiß                         | WD            | zurückgezogen                                                           |
| Weiß                         | C             | Rennen abgesagt                                                         |
| Blanko                       |               | nicht teilgenommen                                                      |
| Blanko                       | DNP           | gemeldet, aber nicht teilgenommen                                       |
| Blanko                       | INJ           | verletzt oder krank                                                     |
| Blanko                       | EX            | ausgeschlossen                                                          |
| sonstige Formate und Zeichen | P/fett        | Pole-Position                                                           |
| sonstige Formate und Zeichen | kursiv        | Schnellste Rennrunde (ab 2017/18: Schnellste Rennrunde der ersten Zehn) |
| sonstige Formate und Zeichen | unterstrichen | Führender in der Gesamtwertung                                          |
| sonstige Formate und Zeichen | °             | FanBoost                                                                |
| sonstige Formate und Zeichen | *             | nicht im Ziel, aufgrund der zurückgelegten Distanz aber gewertet        |
| sonstige Formate und Zeichen | ( )           | Streichresultat                                                         |

### Einzelergebnisse in der Formula Regional European Championship
| Jahr | Team  | 1   | 2   | 3   | 4   | 5   | 6   | 7   | 8   | 9   | 10  | 11  | 12  | 13  | 14  | 15  | 16  | 17  | 18  | 19  | 20  | 21  | 22  | 23  | 24  | Punkte | Rang |
| ---- | ----- | --- | --- | --- | --- | --- | --- | --- | --- | --- | --- | --- | --- | --- | --- | --- | --- | --- | --- | --- | --- | --- | --- | --- | --- | ------ | ---- |
| 2020 | Prema | MIS | MIS | MIS | LEC | LEC | LEC | RBR | RBR | RBR | MUG | MUG | MUG | MNZ | MNZ | MNZ | CAT | CAT | CAT | IMO | IMO | IMO | VLL | VLL | VLL | 343    | 2.   |
| 2020 | Prema | DNF | 1   | 2   | 1   | 2   | 1   | 2   | 3   | 2   | 1   | 1   | 1   | 3   | 9*  | 6   | 2   | 5   | 4   | 3   | DNF | 2   | 6   | C   | DNF | 343    | 2.   |

### Einzelergebnisse in der deutschen Formel-4-Meisterschaft
| Jahr | Team             | 1   | 2   | 3   | 4   | 5   | 6   | 7   | 8   | 9   | 10  | 11  | 12  | 13  | 14  | 15  | 16  | 17  | 18  | 19  | 20  | Punkte | Rang |
| ---- | ---------------- | --- | --- | --- | --- | --- | --- | --- | --- | --- | --- | --- | --- | --- | --- | --- | --- | --- | --- | --- | --- | ------ | ---- |
| 2019 | US Racing – CHRS | OSC | OSC | OSC | RBR | RBR | RBR | HO1 | HO1 | ZAN | ZAN | ZAN | NÜR | NÜR | NÜR | HO2 | HO2 | HO2 | SAC | SAC | SAC | 202    | 3.   |
| 2019 | US Racing – CHRS | 12  | 3   | 4   | 6   | 3   | 4   | 10  | 1   | 2   | DNF | DNF | 10  | 3   | 5   | 2   | 3   | DNF | 6   | 5   | 3   | 202    | 3.   |

| Legende       | Legende                        | Legende                                                              |
| Farbe         | Abkürzung                      | Bedeutung                                                            |
| ------------- | ------------------------------ | -------------------------------------------------------------------- |
| Gold          | –                              | Sieg                                                                 |
| Silber        | –                              | 2. Platz                                                             |
| Bronze        | –                              | 3. Platz                                                             |
| Grün          | –                              | 4. bis 10. Platz                                                     |
| Hellblau      | –                              | 10. Platz aufwärts (punktberechtigt)                                 |
| Blau          | –                              | Klassifiziert außerhalb der Punkteränge                              |
| Dunkelblau    | –                              | Klassifiziert innerhalb der Punkteränge aber keine Punktberechtigung |
| Violett       | DNF                            | Rennen nicht beendet (did not finish)                                |
| Violett       | NC                             | nicht klassifiziert (not classified)                                 |
| Rot           | DNQ                            | nicht qualifiziert (did not qualify)                                 |
| Rot           | DNPQ                           | in Vorqualifikation gescheitert (did not pre-qualify)                |
| Schwarz       | DSQ                            | disqualifiziert (disqualified)                                       |
| Weiß          | DNS                            | nicht am Start (did not start)                                       |
| Weiß          | WD                             | zurückgezogen (withdrawn)                                            |
| ohne          | PO                             | nur am Training teilgenommen (practiced only)                        |
| ohne          | DNP                            | nicht am Training teilgenommen (did not practice)                    |
| ohne          | INJ                            | verletzt oder krank (injured)                                        |
| ohne          | EX                             | ausgeschlossen (excluded)                                            |
| ohne          | DNA                            | nicht erschienen (did not arrive)                                    |
| ohne          | C                              | Rennen abgesagt (cancelled)                                          |
| ohne          | keine Teilnahme                |                                                                      |
| sonstige      | P/fett                         | Pole-Position                                                        |
| sonstige      | SR/kursiv                      | Schnellste Rennrunde                                                 |
| sonstige      | Q                              | Extrapunkte für Pole-Position                                        |
| sonstige      | X                              | Extrapunkte für gewonnene Positionen                                 |
| sonstige      | *                              | nicht im Ziel, aufgrund der zurückgelegten Distanz aber gewertet     |
| sonstige      | ()                             | Streichresultate                                                     |
| unterstrichen | Führender in der Gesamtwertung | Führender in der Gesamtwertung                                       |

### Einzelergebnisse in der französischen Formel-4-Meisterschaft
| Jahr | 1   | 2   | 3   | 4   | 5   | 6   | 7   | 8   | 9   | 10  | 11  | 12  | 13  | 14  | 15  | 16  | 17  | 18  | 19  | 20  | 21  | Punkte | Rang |
| ---- | --- | --- | --- | --- | --- | --- | --- | --- | --- | --- | --- | --- | --- | --- | --- | --- | --- | --- | --- | --- | --- | ------ | ---- |
| 2018 | NOG | NOG | NOG | PAU | PAU | PAU | SPA | SPA | SPA | DIJ | DIJ | DIJ | MAG | MAG | MAG | JER | JER | JER | LEC | LEC | LEC | 199    | 5.   |
| 2018 | 6   | 1   | 4   | 2   | 7   | 11  | 3   | 5   | 4   | 6   | 2   | 6   | 3   | 1   | 2   | 2   | 6   | 7   | 15  | 9   | 10  | 199    | 5.   |

| Legende       | Legende                        | Legende                                                              |
| Farbe         | Abkürzung                      | Bedeutung                                                            |
| ------------- | ------------------------------ | -------------------------------------------------------------------- |
| Gold          | –                              | Sieg                                                                 |
| Silber        | –                              | 2. Platz                                                             |
| Bronze        | –                              | 3. Platz                                                             |
| Grün          | –                              | 4. bis 10. Platz                                                     |
| Hellblau      | –                              | 10. Platz aufwärts (punktberechtigt)                                 |
| Blau          | –                              | Klassifiziert außerhalb der Punkteränge                              |
| Dunkelblau    | –                              | Klassifiziert innerhalb der Punkteränge aber keine Punktberechtigung |
| Violett       | DNF                            | Rennen nicht beendet (did not finish)                                |
| Violett       | NC                             | nicht klassifiziert (not classified)                                 |
| Rot           | DNQ                            | nicht qualifiziert (did not qualify)                                 |
| Rot           | DNPQ                           | in Vorqualifikation gescheitert (did not pre-qualify)                |
| Schwarz       | DSQ                            | disqualifiziert (disqualified)                                       |
| Weiß          | DNS                            | nicht am Start (did not start)                                       |
| Weiß          | WD                             | zurückgezogen (withdrawn)                                            |
| ohne          | PO                             | nur am Training teilgenommen (practiced only)                        |
| ohne          | DNP                            | nicht am Training teilgenommen (did not practice)                    |
| ohne          | INJ                            | verletzt oder krank (injured)                                        |
| ohne          | EX                             | ausgeschlossen (excluded)                                            |
| ohne          | DNA                            | nicht erschienen (did not arrive)                                    |
| ohne          | C                              | Rennen abgesagt (cancelled)                                          |
| ohne          | keine Teilnahme                |                                                                      |
| sonstige      | P/fett                         | Pole-Position                                                        |
| sonstige      | SR/kursiv                      | Schnellste Rennrunde                                                 |
| sonstige      | Q                              | Extrapunkte für Pole-Position                                        |
| sonstige      | X                              | Extrapunkte für gewonnene Positionen                                 |
| sonstige      | *                              | nicht im Ziel, aufgrund der zurückgelegten Distanz aber gewertet     |
| sonstige      | ()                             | Streichresultate                                                     |
| unterstrichen | Führender in der Gesamtwertung | Führender in der Gesamtwertung                                       |